# 大阪府立門真なみはや高等学校
大阪府立門真なみはや高等学校（おおさかふりつ かどまなみはやこうとうがっこう）は、大阪府門真市に所在する公立の高等学校。

## 概要
従来の大阪府立門真高等学校、大阪府立門真南高等学校の2校を統合する形で、2001年に普通科総合選択制の高等学校として開校した。
2017年度より総合学科に改編された。総合学科では5つの「系列」と10の「フォールド」を設置し、得意分野を伸ばしたり希望進路に応じて多くの選択科目が開講されている。
門真なみはや高等学校の敷地は、かつての門真高等学校のものを転用している。旧門真南高等学校跡地は2006年7月に門真市が取得し、跡地には2007年5月に門真市の複合型公共施設「門真市民プラザ」が開設されている。
外国にルーツを持つ生徒の教育に力を入れていて、「中国帰国生及び外国人生徒入試選抜」を実施している。

## 沿革

### 前身校
前身の大阪府立門真高等学校は1971年、全日制普通科高等学校として門真市上島頭560番地（現在の門真なみはや高等学校の場所・当時の住所表示）に設置された。
またもう一つの前身校、大阪府立門真南高等学校は1981年、全日制普通科高等学校として門真市大字北島546番地に開校した。

### 門真なみはや高等学校
1999年に大阪府教育委員会が策定した「全日制府立高等学校特色づくり・再編整備第1期実施計画」により、門真市内の門真高等学校と門真南高等学校の2校を統合して新校を設置する計画が打ち出された。
統廃合に対して、両校関係者は激しく反対運動を展開し、その様子はたびたび在阪各局で報道された。しかし統合計画が実施され、2001年度に旧門真高等学校敷地に大阪府立門真南高等学校が開校した。これに伴い、前身の門真・門真南高校はこの年より募集停止となり、最終学年が卒業した2003年3月をもって閉校となった。
開校時の門真なみはや高等学校では普通科総合選択制を設置していた。普通科総合選択制では、1年では共通履修科目を中心に学び、2・3年では国際、福祉、スポーツ、情報、人文芸術、自然科学の6つのエリアに分かれて科目を選択するシステムを取っていた。2年ではエリア指定科目を中心に、3年では自由選択科目を中心に学んでいた。
2017年度入学生より、従来の普通科総合選択制から総合学科に改編した。

### 年表
（大阪府立門真高等学校）
- 1971年 - 大阪府立門真高等学校として、門真市上島頭560番地に開校。
- 2003年 - 最終学年の卒業生を出したことに伴って閉校。

（大阪府立門真南高等学校）
- 1981年 - 大阪府立門真南高等学校として、門真市大字北島に開校。
- 2003年 - 最終学年の卒業生を出したことに伴って閉校。

（大阪府立門真なみはや高等学校）
- 1999年11月24日 - 門真高校と門真南高校の統合方針が決定。
- 2000年1月15日 - 大阪府議会での条例可決により、大阪府立門真なみはや高等学校の設置が決定。
- 2001年1月1日 - 大阪府条例により大阪府立門真なみはや高等学校を設置。
- 2001年4月1日 - 開校。普通科総合選択制を設置。
- 2017年 - 総合学科に改編。

## 出身者
- 蛍原徹 - 芸人・雨上がり決死隊（前身の門真高等学校を卒業）
- 星原健太 - プロサッカー選手
- 絢香 - 歌手（高校2年春に転校）
- 松浦新 - 俳優
- 高野祐衣 - アイドル・元NMB48

## 交通
- 京阪本線大和田駅 南へ約2.5km
- JR片町線（学研都市線）住道駅 北西へ約3.5km
- Osaka Metro長堀鶴見緑地線門真南駅 北東へ約3km
- 京阪バス門真団地バス停 東北へ約200m
- 近鉄バス下馬伏バス停 西へ約800m